# Liceo classico Vincenzo Gioberti
Il liceo Classico e Linguistico Statale Vincenzo Gioberti di Torino è uno dei più antichi licei italiani.
Si tratta di uno dei quattro licei classici statali della città, insieme al D'Azeglio, il Cavour e l'Alfieri. Situato nel centro della città capoluogo piemontese, ha due sedi e l'indirizzo Linguistico, in cui si studiano il tedesco, il francese e lo spagnolo.

## Storia
Il liceo "Vincenzo Gioberti" venne fondato come Regio Collegio di San Francesco da Paola presso l'antico complesso conventuale dei Frati Minimi, edificato a partire dal 1627 in Contrada di Po a Torino grazie alle donazioni di Maria Cristina di Borbone-Francia, moglie di Vittorio Amedeo I di Savoia, e diretto a partire dal 1821 dai Gesuiti.
Istituito il 4 marzo 1865, tra i primi 68 licei classici del Regno d'Italia e a lungo il più frequentato di tutto il Regno, fu intitolato al filosofo e politico italiano Vincenzo Gioberti, tra le figure più importanti del Risorgimento.
Nel 1969 è stato sede della prima "commissione fabbriche" costituita in una scuola superiore italiana, citata nel film Vento dell'est di Jean-Luc Godard.
Nell'inverno del 2020, durante la pandemia di COVID-19, è stato attivo nelle proteste studentesche pacifiche contro la chiusura delle scuole e per il ritorno in sicurezza degli studenti, e segnò l'inizio delle proteste a livello liceale in italia.

## Situazione
L'istituto conta 1.370 iscritti (anno scolastico 2020/2021) ed è articolato in sezioni di classico tradizionale e di classico linguistico.
Dall'anno scolastico 2005-2006 all'interno dell'istituto viene pubblicato il giornale scolastico Joe Berti, che include rassegne di cronaca internazionale, cucina, poesia e arte.
La sede storica, in Via Sant'Ottavio 9/11, nel pieno centro di Torino e a pochi metri dal Palazzo delle facoltà umanistiche dell'Università e dalla Mole Antonelliana, risale ai primi anni del XX secolo.
Il liceo nel 2001 ha acquisito una parte dell'edificio scolasticosituato in via Giulia di Barolo, in condivisone con il liceo scientifico Gobetti.
La sede principale, che comprende oltre alle aule ordinarie anche l'Aula magna intitolata a Piero Gobetti, laboratori di fisica, chimica, linguistici e informatici, aule specifiche per l'insegnamento di scienze e storia dell'arte e una biblioteca, è stata oggetto di restauro nel 2007. Le sue aule conservano molti reperti naturalistici con un vasto assortimento di animali impagliati, strumentistica d'epoca di fisica e chimica e numerosi campioni di pietre e minerali.